# Täkttjärnen
Täkttjärnen är en sjö i Hudiksvalls kommun i Hälsingland och ingår i Delångersåns huvudavrinningsområde. Sjön är 9,5 meter djup, har en yta på 0,039 kvadratkilometer och befinner sig 103 meter över havet.